# Capela de Santa Anica
A Capela de Santa Anica é um monumento religioso e um sítio arqueológico na freguesia de São Martinho das Amoreiras, no Município de Odemira, na região do Alentejo, em Portugal.

## Descrição e história
O imóvel situa-se nas imediações de um monte, igualmente denominado de Santa Anica. Consiste num edifício em alvenaria de  xisto, que foi reconstruído utilizando taipa, em diversas fases. Na parede Norte ainda são visíveis os vestígios de um nicho para o altar, com um arco em forro de tijolo. O edifício encontra-se em estado de ruína, tendo caído parcialmente.
A capela foi construída no século XVII, sobre as ruínas de um povoado dos finais do período islâmico, entre os séculos XII e XIII. Com efeito, esta área é de ocupação muito antiga, uma vez que na zona entre a capela e o antigo moinho de vento foram descobertos os vestígios de um possível casal rústico, que foi habitado durante as épocas romana e islâmica. O espólio neste casal rústico inclui fragmentos de cerâmica de construção, como ímbrices e telhas, e peças de cerâmica lisa, fabricada tanto de forma manual como com recurso a torno. Também nas imediações da capela encontram-se algumas ruínas de um edifício chamado de igreja velha, em oposição ao templo mais recente, e que poderá ter origem medieval.
Tanto a capela como o antigo casal rústico foram alvo de trabalhos arqueológicos em 2000, no âmbito do programa PNTA/98 - Proto-História do Médio e Baixo Vale do Mira - A Arqueologia do Rio. Em 2021, o Grupo de Estudos do território de Odemira organizou um passeio temático sobre história e arqueologia, que incluiu uma visita aos templos medievais e santuários rurais na freguesia, como as duas capelas de Santa Anica, a nova e a antiga.